# Piero Maroncelli
Piero Maroncelli (Forlì, 21 settembre 1795 – New York, 1º agosto 1846) è stato un patriota, musicista e scrittore italiano, noto anche per essere stato processato in quanto carbonaro e imprigionato allo Spielberg con Silvio Pellico.

## Biografia

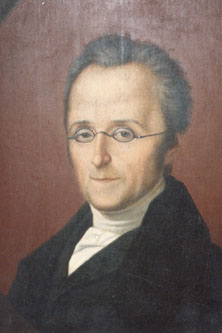
Ritratto di Silvio Pellico

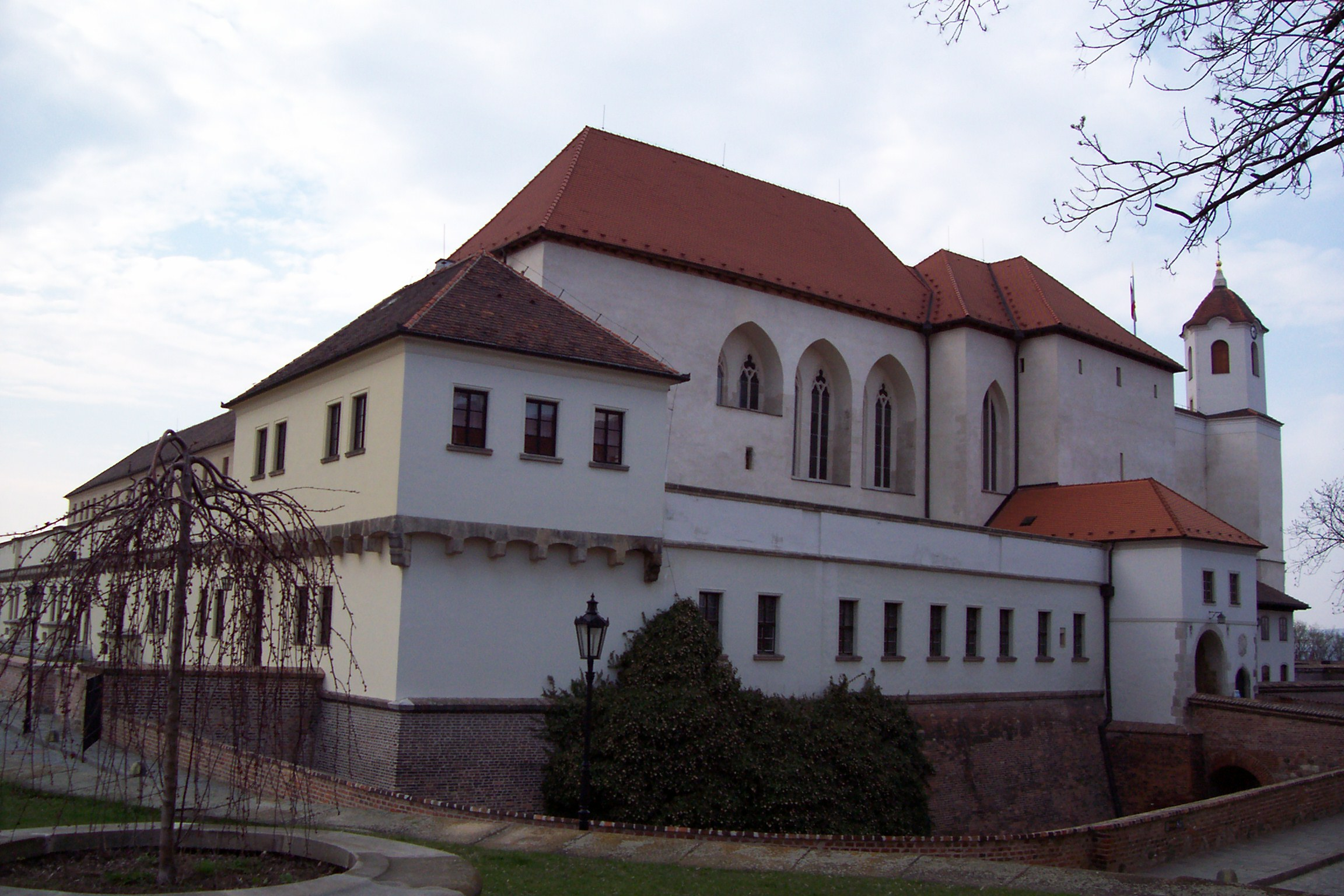
La fortezza dello Spielberg

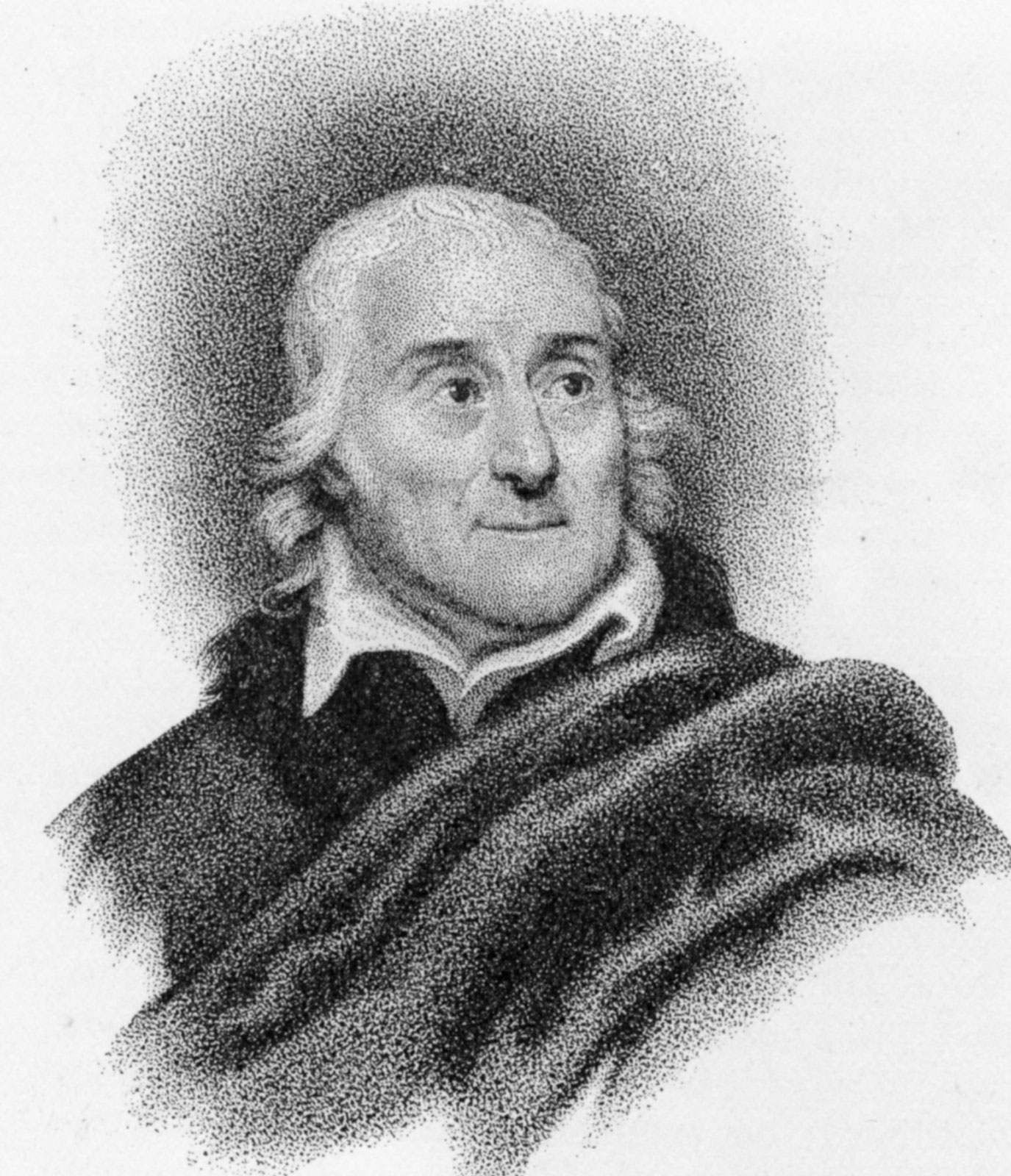
Ritratto di Lorenzo Da Ponte

Nacque da Antonio, sensale, e da Maria Iraldi. 
Poco si sa di infanzia e giovinezza. La famiglia era "rispettabile", ma di modestissime condizioni economiche: il lavoro del padre, spesso ammalato, non era sufficiente al mantenimento della famiglia; a rimpinguare le finanze erano la madre e le sorelle, che lavoravano come ricamatrici e affittavano stanze a dozzinanti. Nonostante ciò, l'istruzione dei figli - sia maschi che femmine - ebbe la massima priorità.
Il giovane Maroncelli, dopo aver svolto gli studi classici nel Ginnasio forlivese (qui maturò la sua grande passione per la letteratura) ed aver dimostrato una certa predisposizione per la musica, verso la fine del 1809 si trasferì a Napoli presso il prestigioso Real collegio di San Sebastiano, grazie a una borsa finanziata dall'Istituto di Carità di Forlì. Qui ebbe tra i propri insegnanti Giovanni Paisiello, Girolamo Crescentini e Nicola Antonio Zingarelli e, tra i compagni di studi, Saverio Mercadante, Nicola Antonio Manfroce, Vincenzo Bellini e Luigi Lablache.
Come dichiarò lui stesso alla polizia austriaca durante l'interrogatorio del 7 ottobre 1820, trascorse nell'istituto tre anni. In questo periodo fu introdotto dalla direzione del collegio nella loggia massonica "Colonna Armonica", con il compito di comporre la musica da eseguire durante gli eventi della società segreta.
Dopo l'uscita dal collegio, nel 1813, trascorse a Napoli ancora due anni per proseguire gli studi musicali. Nell'aprile 1815, mentre Gioacchino Murat falliva la sua avventura nel Nord Italia, venne nominato «guardia di sicurezza interna» e, tramite un capitano di questo corpo, entrò nella carboneria assieme al fratello Francesco (che si trovava pure a Napoli per studiare medicina). Dopo neppure un mese, il ritorno dei Borbone costrinse la società alla clandestinità.
Il periodo napoletano fu determinante per la formazione di Maroncelli: oltre a consolidare i suoi studi musicali, fece esperienza diretta con la massoneria e la carboneria; di quest'ultima, ebbe modo di apprezzare la sua funzione all'interno delle forze armate quale elemento di solidarietà e fratellanza.
Tornò a Forlì e andò a perfezionarsi in composizione a Bologna. Qui conobbe la musicista e poetessa Cornelia Martinetti, ostile agli Austriaci e ospitale ai patrioti, che frequentò per circa due anni; in questo periodo Maroncelli era in corrispondenza anche con Sante Agelli.
Richiamato dal padre a Forlì, Maroncelli scrisse testo e melodia di un inno sacro, l'Inno a san Giacomo, che venne denunciato per «ribellione ed empietà» non tanto per le parole contenute, ma per il sospetto della polizia che Maroncelli fosse un carbonaro. Fu così rinchiuso nella fortezza di Forlì nel 1819 e da lì trasferito a Roma a Castel Sant'Angelo. In questo primo periodo di prigionia, ancora forte d'animo, si lasciò tormentare senza rivelare i nomi dei suoi complici e senza ritrattare i suoi principi liberali.
Rilasciato dopo alcuni mesi, "per intercessione di un cardinale e di Teresa Chiaramonti, nipote del papa Pio VII e sposa del conte forlivese Antonio Gaddi", fu ospite a Pavia del fratello Francesco, medico e patriota anch'esso; trasferitosi a Milano, vi si mantenne dando lezioni di musica e lavorando per lo stabilimento musicale Ricordi; scrisse una biografia di Arcangelo Corelli; successivamente, dal novembre 1819 al marzo 1820, si impegnò prima come traduttore presso l'editore Niccolò Bettoni e poi come revisore di bozze per la stampa delle opere di Antonio Marchisio alla tipografia Battelli.
Scoppiata la rivoluzione di Napoli che esaltò gli italiani, Maroncelli si mise in contatto con i più influenti liberali lombardi per propagandare la creazione di una federazione di tutti gli Stati italiani. Maroncelli incontrò Silvio Pellico in casa Marchionni e ivi nacque la loro amicizia. Pellico fu persuaso e convinto dall'amico a iscriversi alla Carboneria, di cui non era ancora membro; perciò quando Maroncelli venne arrestato il 6 ottobre 1820 fu compromesso anch'egli, perché il compagno aveva commesso la leggerezza di conservare carte rivelatrici. Con loro vennero scoperti molti altri, ma Pellico non serbò rancore nei confronti dell'affiliato nemmeno per le rivelazioni che fece in lunghi interrogatori prima a Milano e poi a Venezia dove i due erano stati trasferiti è inquisiti dal magistrato Antonio Salvotti.
Con sentenza del 21 febbraio 1822, avvenuta in pubblico su un patibolo in mezzo alla piazzetta di San Marco di faccia al Palazzo ducale, Maroncelli fu condannato a morte, ma l'imperatore commutò la pena in 20 anni di carcere duro per lui e in 15 per Silvio Pellico nella fortezza dello Spielberg in Moravia, dove giunsero il 10 aprile dello stesso anno. Dopo una gravissima malattia, Silvio Pellico ottenne di essere ricongiunto, nel 1823, a Maroncelli, al quale era stato diagnosticato un tumore al ginocchio sinistro che non lasciava altra scelta che l'amputazione dell'arto.
Altre malattie lo assalirono nell'umida cella finché giunse la grazia per entrambi, il 1º agosto 1830, dopo un carcere duro di 10 anni. A Mantova fu separato da Silvio e ricondotto a Forlì. Ma negli Stati pontifici per un liberale condannato dall'Austria non spirava buon vento, e dopo alcune settimane gli venne impartito l'ordine di lasciare la famiglia e il Paese. Riparò quindi in Francia. In esilio si ridestarono le sue speranze per l'indipendenza dell'Italia, quando seppe della sollevazione delle Romagne, dominio dello Stato della Chiesa, delle minacce d'intervento da parte degli Austriaci e dell'occupazione francese di Ancona, che ne era stata la conseguenza.
Gli parve logico che da ciò dovesse nascere l'abolizione del regime arbitrario negli Stati romani, ma ben presto si convinse non solo della inverosimiglianza delle riforme, ma anche della poca fiducia da riporre nelle promesse dei liberali francesi. Pensò quindi di trasferirsi in America, dopo 3 anni di soggiorno a Parigi. Qui aveva pubblicato le Addizioni alle Mie Prigioni, delle note in aggiunta alle Mie Prigioni scritte da Silvio Pellico, e aveva sposato la cantante Amalia Schneider. Nel 1833 s'imbarcò per gli Stati Uniti al seguito della compagnia d'opera di Don Vincenzo Riva Finoli. Visse stentatamente a New York dando lezioni di musica e d'italiano. Nella città americana ebbe modo di fare amicizia con Lorenzo Da Ponte, librettista, poeta e drammaturgo di origine veneta, trasferito negli Stati Uniti. Si spense all'età di 50 anni a New York, secondo Felice Foresti anche egli esule in Usa dopo aver sofferto fino all'ultimo per la ferita mai rimarginata causata dall'amputazione e per sopraggiunte turbe mentali che minarono gravemente le sue facoltà intellettuali.
Dopo esser stato in un primo tempo sepolto al  cimitero di Greenwood, a Brooklyn, nel 1886 i suoi resti mortali furono riportati a Forlì e, dopo solenni celebrazioni, il patriota fu tumulato nel Pantheon del Cimitero monumentale cittadino, dove un busto dello scultore Ettore Ferrari lo ricorda.

## Cultura di massa
Le circostanze della morte di Pietro Maroncelli sono riprese nel testo della canzone La domenica delle salme di Fabrizio De André in cui il cantautore paragonò la sorte del carbonaro a quella di Renato Curcio, fondatore delle Brigate Rosse.
(La domenica delle salme, Fabrizio De André)
(Fabrizio De André)